# Lomatia caloptera
Lomatia caloptera är en tvåvingeart som först beskrevs av Macquart 1834.  Lomatia caloptera ingår i släktet Lomatia och familjen svävflugor. Inga underarter finns listade i Catalogue of Life.